# Malowidła naskalne w Kondoa
Malowidła naskalne w Kondoa – zespół malowideł naskalnych w dystrykcie Kondoa w Tanzanii, w 2006 roku wpisany na Listę światowego dziedzictwa. Malowidła znajdują się na skałach, w szeregu wzgórz na zachodnich krańcach Wielkich Rowów Afrykańskich. 
Odnaleziono kilkaset jaskiń i nawisów skalnych z malowidłami. Dotychczas nie były one systematycznie badane. Pierwsze badania prowadził w latach 30. XX wieku Louis Leakey. Przypuszczał on, że najstarsze malowidła pochodzą sprzed kilku tysięcy lat. Dziś podaje się tę tezę w wątpliwość, uważa się jednak, że wiek malowideł można szacować na ponad 1500 lat. Brak jest danych na temat wieku najmłodszych znalezisk.